# Левин, Георг Рихард
Георг Рихард Левин (нем. Georg Richard Lewin; 1820—1896) — немецкий медик; врач-дерматолог; доктор медицины; профессор Берлинского университета.

## Биография
Георг Рихард Левин родился 25 апреля 1820 года в городе Зондерсхаузене. Слушал лекции в университетах Берлина, Галле, Лейпцига, Гейдельберга и Вены и в 1845 году получил степень доктора медицины.
С 1843 года доктор Левин поселился в Берлине, где в 1863 году он был назначен директором отделения сифилистических и кожных болезней в больнице Charité и экстраординарным профессором по дерматологии и сифилису в Берлинском университете.
Левину принадлежит множество исследований касающихся диагностики болезней горла и грудных болезней, а также лечению их посредством ингаляции распыленных жидкостей, а также учению о сифилисе. В 1865 году он также ввёл новый метод «пользования сифилиса», подкожное вспрыскивание растворов сулемы; с появлением антибиотиков от этого метода полностью отказались.
Среди трудов опубликованных Г. Р. Левиным наиболее известны следующие: «Klinik der Kehlkopfkrankheiten» (т. I); «Die Inhalationstherapie in Krankheiten der Respirationsorgane» (2 изд. Берлин, 1865); «Behandlung der Syphilis mit subkutaner Sublimatinjection» (Берлин, 1869).
Георг Рихард Левин умер 1 ноября 1896 года в столице Германии.